# ウスクロモンサカタザメ
ウスクロモンサカタザメ(学名：Aptychotrema rostrata)は、ノコギリエイ目トリゴノリナ科の一種。仮称として、ヒガシサカタザメともいう。
オーストラリア東海岸の固有種で、クイーンズランド州南部からニューサウスウェールズ州南部にかけての亜熱帯および温帯海域に分布する。
全長は最大120cmに達し、ノコギリエイ目の中では小型か中型である。最近の研究によって網膜に3種類の錐体細胞が発見されたため、三色型色覚であると推定されている。雄は発達した下顎と鋭く長い歯を持ち、交尾中に雌に噛みつく為、顎の力が強い。主に魚、軟体動物、底生無脊椎動物を捕食する。硬い獲物であっても、吸い込んで硬い歯で噛み砕く。
冬に交尾を行い、夏に仔魚を産む。一度に産む仔魚の数は4-20匹で、体の大きな雌ほどその数は多い傾向にある。卵胎生であり、卵黄によって栄養の供給、老廃物の除去、呼吸が行われる。卵黄は仔魚が生まれる前に徐々に消化される。
ニューサウスウェールズ州とクイーンズランド州のトロール漁でよく混獲されるが、繁殖に関して不明な点がある為、本種の脆弱性については正確には分かっていない。娯楽目的や先住民の食用としても漁獲されている。食用として販売されている。

## 名称
種小名「rostrata」の意味は「嘴」であり、三角形の吻部に由来する。Australian Shovelnose Ray、Banjo Fish、Bank's Shovelnosed Ray、Common Shovelnose Ray、Eragoni、Long-snout Shovelnose Ray、Shovelnose Sharkなど多くの別名がある。

## 形態

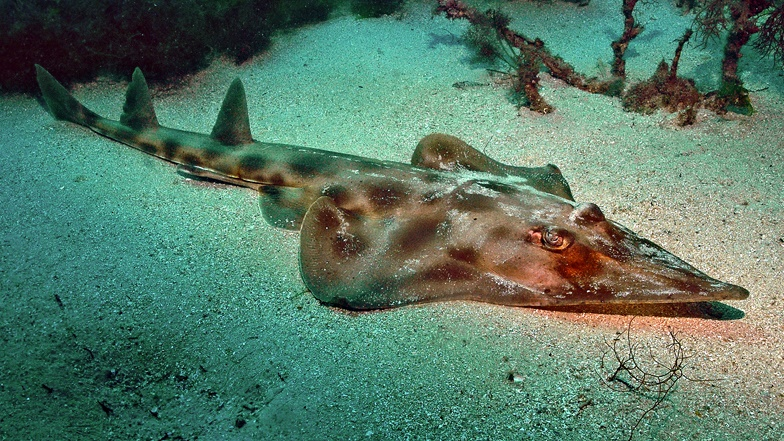
ニューサウスウェールズ州で撮影された個体

### 外見
扁平で楔形の体盤と細長い三角形の吻部が特徴。尾は幅広く、ほぼ同じ大きさの背鰭が二基ある。背面は砂色または茶色がかった色で暗色の斑点が入り、眼の前方にはオレンジ色の斑点がある。腹面は青白く、暗色の斑点が入り、吻部先端は暗色。

### 大きさ
全長は最大で120cmに達するが、通常は85cm程度。地域によって大きさは異なり、研究によりクイーンズランド州よりもニューサウスウェールズ州の方が性成熟時の全長は大きいことが分かった。最大体重は4kgで、メスの方が大型化する傾向にある。

## 特徴

### 歯
歯や顎の構造には性差があり、オスは成熟するにつれて犬歯と下顎が発達し、歯は長く鋭くなる。また顎の力も強くなる。以前の研究では、雌雄で食生活が異なるからであるとされていたが、この説を裏付ける十分な証拠は無い。現在は交尾においてメスに噛みついて体を固定し、クラスパーを挿入しやすくする為であると証明されている。歯は失っても再び生え変わる。

### 色覚
紫外可視近赤外分光法を用いた研究によって、網膜に異なる3種類の錐体細胞が発見された為、三色型色覚を持っていると推定されている。これは初めて板鰓類の複数の錐体細胞を測定した研究であり、板鰓類の視覚が従来考えられていたよりも複雑であることが示された。板鰓類は色を識別出来ないと考えられていたが、一部の種については色を識別できる可能性があると分かった。板鰓類の目は薄暗い環境に最も適しているとされていたが、本種の持つ大量の錐体細胞と可動性の高い瞳孔は、明るい環境に適応していることを示している。

## 分布・生息地

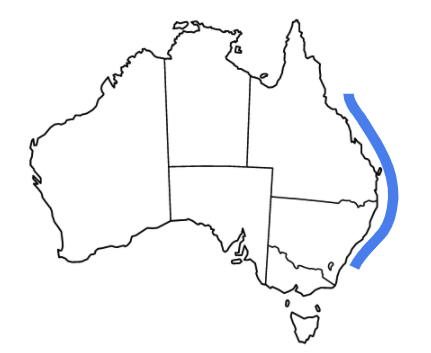
本種の分布域

オーストラリアの東海岸の固有種で、クイーンズランド州南部からニューサウスウェールズ州南部にかけ分布する。亜熱帯および温帯域の河口、干潟、砂地、浅い岩礁に生息する。水深220m地点からの記録もある。

## 食性
魚、底生無脊椎動物、軟体動物を捕食する肉食魚である。主な獲物はコエビ下目、クルマエビ科、口脚類、カニなどの甲殻類である。時には端脚類、等脚類、イカも狙う。成魚と幼魚では食生活は異なり、幼魚は主に小さなエビを捕食する。
幅広い口と突出した顎で大きな獲物でも吸い込む。歯と顎の特殊な構造で、硬い殻を持つ獲物でも噛み砕ける。浅い水域で摂餌を行うと推定されている。本種の個体数と食性は、モートン湾の生態系において重要な役割を果たしていることを示唆している。

## 生殖

### 生殖周期
本種には明確な繁殖期がある。ニューサウスウェールズ州とクイーンズランド州では生殖周期が僅かに異なり、水温の違いが原因と考えられている。7月または8月に交尾し、11月に排卵し、平均4か月の妊娠期間を経て3月に出産する。排卵と出産が遅れるのは、暖かい時期に出産する為と考えられる。メスは浅瀬に移動し、出産する。妊娠期間は通常3-5ヶ月で、他のサカタザメの仲間が12ヶ月程であることを考えると非常に短い。毎年1回生殖を行う。

### 生殖パラメータ

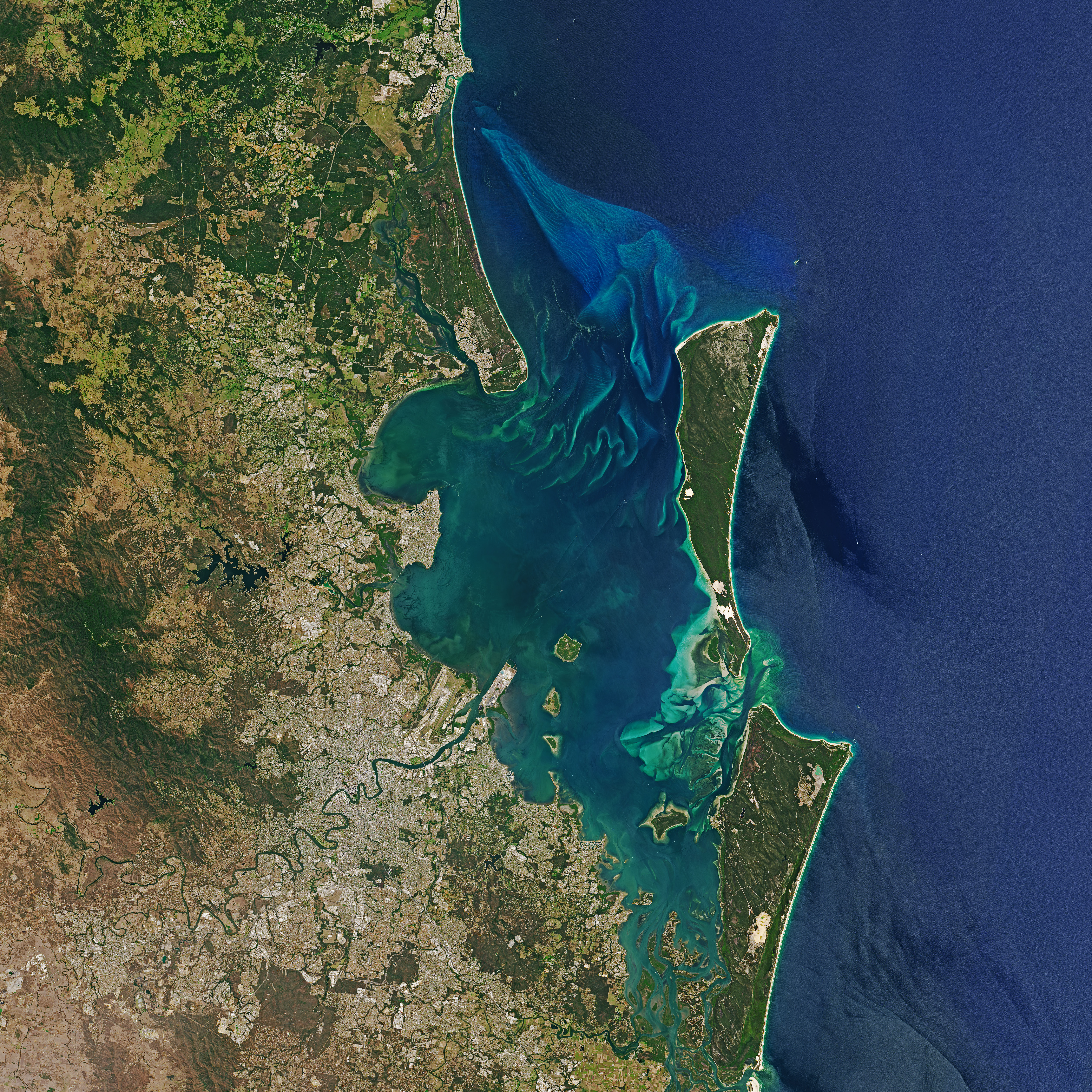
本種が多く生息するモートン湾の衛星写真

産仔数、性比、性成熟などの生殖パラメータから、集団の生殖能力を推定できる。産仔数は4-20である。雌の体の大きさと産仔数、卵子の大きさには正の相関がある。性比はニューサウスウェールズ州で行われた研究によると90:100で雄が多い。仔魚は全長13-15cm程度。雌は雄よりも早く性成熟し、体も大きい傾向がある。成長速度には性差が無いが、他の板鰓類と比べると速い。寿命については性差が大きく、記録された最高齢の個体は雌で11歳、雄で8歳であった。

### 生殖様式
本種は卵胎生であると考えられているが、実証はされていない。卵の外部にある卵黄によって栄養の供給、老廃物の除去、呼吸の維持が行われ、卵黄は生まれる前に消化される。

## 人間との関わり

### 漁業
ニューサウスウェールズ州とクイーンズランド州のトロール漁でよく混獲されるが、繁殖に関して不明な点がある為、本種の脆弱性については正確には分かっていない。ニューサウスウェールズ州では毎年100-150トンのトリゴノリナ科魚類が漁獲されており、そのうち約75％が本種である。出産の時期は雌が浅場に移動する為、漁獲量は増加する。トロール漁だけでなく、スポーツフィッシングも本種の個体数に影響を及ぼしている。特にスポーツフィッシングは魚種が豊富なモートン湾で盛んである。オーストラリア先住民も本種を漁獲している。

### 食用
魚介類として販売され、食用になっている。シドニーフィッシュマーケットは、尾の皮を剥いて切り身にして食べることを推奨している。身は通常骨が無く、バター、ケッパー、柑橘類、ローズマリーとよく合うマイルドな味である。蒸し焼き、焼き魚、揚げ物、スープ、キャセロール、カレーなどに使用される。

## 保全
グレートバリアリーフ海洋公園内では、エビを対象としたトロール漁が本種の個体数に大きな悪影響を与えているとされた。混獲後の生存率は漁が与える影響の指標だが、本種については分かっていない。混獲され廃棄された場合、大きな個体ほど生存率が高い。網にかかっている時間が長くなる程、生存率は低くなる。IUCNレッドリストは本種を低危険種としている。